# Jiří Krampol
Jiří Krampol (* 11. Juli 1938 in Buštěhrad; † 26. Juli 2025 in Prag) war ein tschechischer Schauspieler, Komiker, Moderator und Synchronsprecher. 

## Leben
Krampol wurde in Buštěhrad geboren, wuchs jedoch in Prag-Žižkov auf. Er absolvierte 1962 die Prager DAMU, erhielt dabei sofort sein erstes Theater-Engagement am Theater Na Fidlovačce, wechselte jedoch noch im gleichen Jahr an das Theater Na zábradlí. Weitere Stationen waren das Theater Viola und seit 1972 das Theater Ateliér. 1979 kehrte er ans Divadlo Na zábradlí zurück. In den 70er und 80er Jahren war Krampol häufig in Film- und Fernsehrollen zu sehen, bekannt wurde er dabei im deutschsprachigen Raum vor allem in der Serie Bezirksverwaltung der „K“ Prag.
Krampol war Synchronsprecher, er übernahm nach der Emigration von Jan Tříska die Synchronstimme von Jean-Paul Belmondo, nach dem Tod von František Filipovský war er zudem die tschechische Stimme von Louis de Funes.

## Filmografie (Auswahl)
- 1958:	Tři přání
- 1960:	Pochodně
- 1960: Žalobníci
- 1962: Wir waren zehn (Deset)
- 1962:	Černá dynastie
- 1968:	Pasťák
- 1969:	Smrť Pavla Duchaja
- 1970:	Die Chance (Šance)
- 1970: Čert a Káča
- 1971:	Klícka
- 1971: Frauen im Abseits (Ženy v ofsajdu)
- 1972:	Oáza
- 1972: Zwei Dinge fürs Leben (Dvě věci pro život)
- 1972: Mitternachtskolonne (Půlnoční kolona)
- 1972: Zlatá svatba
- 1973:	Aktion Bororo (Akce Bororo)
- 1973: Rennfahrer der Kategorie Risiko (Jezdec formule risk)
- 1973: Tři chlapi na cestách
- 1973: Zlá noc
- 1974: Holky z porcelánu
- 1974: Muž z Londýna
- 1974: Sedmého dne večer
- 1974: Sokolovo (Sokolovo)
- 1975:	Die Kriminalfälle des Majors Zeman (30 případů majora Zemana)
- 1976:	Boty plné vody
- 1976: Operace Daybreak
- 1976: Die Befreiung Prags (Osvobození Prahy)
- 1976: Parta hic
- 1977:	Eine Hauptrolle für Rosmaryna (Jak se točí Rozmarýny)
- 1977: Jen ho nechte, ať se bojí
- 1977: Pasiáns
- 1977: Das Geheimnis des Weidenkorbs (Tajemství proutěného košíku)
- 1978:	Ježčí kůže
- 1978:	Pumpaři od Zlaté podkovy
- 1978:	Radost až do rána
- 1979:	Die Märchenbraut (Arabela)
- 1979:	Dnes v jednom domě
- 1979:	Choď a nelúč sa
- 1979:	O zakleté princezně
- 1980:	Ten svetr si nesvlíkej
- 1980: Hra o královnu
- 1980: Luzie, der Schrecken der Straße (Lucie, postrach ulice)
- 1980: Pátek není svátek
- 1980: Signum Laudis (Signum Laudis)
- 1980: Snídaně v pánském pyžamu
- 1980: Triptych o láske
- 1981:	Bulldoggen und Kirschen (Buldoci a třešně)
- 1981:	Mezičas
- 1981:	Otec
- 1982:	Kaskadér
- 1982:	Bezirksverwaltung der „K“ Prag
- 1983: Die Besucher (Návštěvníci, Fernsehserie)
- 1984:	Atomová katedrála
- 1984: Komediant
- 1985:	Profíci
- 1985:	Vlčí bouda
- 1986:	Smrt krásných srnců
- 1986:	Synové a dcery Jakuba skláře
- 1986:	O princezně, která ráčkovala
- 1989:	Dva lidi v zoo
- 1993:	Nahota na prodej
- 1995:	Den, kdy unesli papeže
- 1995:	Nebezpečná kořist
- 1997:	Bumerang
- 1999:	Nemocnice na pokraji zkázy
- 2000:	Četnické humoresky
- 2000:	Pra pra pra
- 2002:	Andělská tvář
- 2002:	Waterloo po česku
- 2004:	Nadměrné maličkosti: Stavovské rozdíly
- 2005:	Divoká krev Jiřího Císlera
- 2005:	Šimek šoumen
- 2009:	2Bobule
- 2012:	Nikdo není dokonalý
- 2012:	Bastardi 2
- 2012:	Bastardi 3
- 2013:	Kameňák 4
- 2015:	Vánoční Kameňák
- 2016:	Tajemství pouze služební
- 2021:	Stáří není pro sraby
- 2023:	Bastardi 4: Reparát
- 2024:	Láska na zakázku